# Au (kanton St. Gallen)
Au (pro odlišení od jiných stejnojmenných sídel psáno také jako Au SG) je obec ve švýcarském kantonu St. Gallen. Nachází se na východě kantonu, nedaleko hranic s Rakouskem. Žije zde přibližně 7 800 obyvatel.

## Geografie
Obec je situována v úzkém průsmyku mezi kopcem Heldsberg a řekou Rýn, která tvoří hranici mezi Švýcarskem a rakouským městem Lustenau. Je tvořena vesnicí Au, osadami Haslach, Hard a Monstein a také částí vesnice Heerbrugg. Vesnice Balgach/Heerbrugg, která je rozdělena mezi obce Au, Balgach a Berneck patří na seznam švýcarských národních památek.
Nejvyšším bodem je Meldegg ve výšce 652 m n. m., nejnižším bodem je Binnenkanal na hranici s obcí St. Margrethen ve výšce 401 m n. m.
Mírně stranou jihovýchodně od jádra osídlení Au leží vesnice Oberfahr (odvozeno od obere Fähre). Původně zde byla hraniční stanice u přívozu přes Rýn. Vesnice Heerbrugg pravděpodobně odpovídá tvrzi Hêrburch, kterou kolem roku 1078 postavil opat kláštera v St. Gallenu, Ulrich III. Heerbrugg jako centrum středního údolí Rýna zasahuje přes hranice politické obce Au do Bernecku, Balgachu a Widnau.

## Historie

Au, letecký pohled z roku 1958

Au je v roce 1316 poprvé zmiňováno ve slovním spojení Diken Auwe a vzniklo z původních osad Au Haslach, Hard a Monstein na úzkém místě mezi Heldsbergem a Rýnem. Au původně patřilo k císařskému dvoru Lustenau a od roku 1395 bylo pod vládou dvora Hohenems, od roku 1490 podléhalo konfederačnímu území. Samostatným nižším soudem se staly v roce 1593 jako dvůr Widnau-Haslach. V roce 1775 se rozdělily na soudy Au, Widnau a Schmitter. Statek v Lustenau, tzv. Schweizerried, zůstal zachován. V letech 1766–1776 získala nižší pravomoc nad Au hrabata z Harrachu, v letech 1782–1798 hrabata ze Salis-Soglio. Ta také vlastnila až do roku 1853 hrad Monstein. V roce 1803 následovalo založení kantonu St. Gallen a Au zůstalo až do roku 1805 spojeno s obcí Berneck.
V roce 1721 byla v Au postavena katolická kaple, kterou později nahradily církevní stavby (1804 a 1925). K založení katolické farnosti Au došlo v roce 1802 a s ní i k prvnímu odtržení od Bernecku. K napojení na železniční síť Rorschach–Sargans došlo v roce 1858 se dvěma stanicemi Au a Heerbrugg. V Heerbruggu poté vyrostla nová průmyslová osada, kterou Au sdílelo s obcemi Balgach, Berneck a Widnau. Železniční stanice Heerbrugg se nachází na území Au. Koncem 19. století zde vzkvétal vyšívací průmysl, v důsledku čehož se v letech 1900–1910 zvýšil podíl cizinců z 8,5 % na 32,4 %. Od roku 1952 je v Au sbor reformované církve.
Alice Federerová, která pocházela z vážené obchodnické rodiny v Au, byla manželkou Paula Grüningera (1891–1972). Tento bývalý učitel a mistr Švýcarska ve fotbale velel od roku 1925 kantonální policii v St. Gallenu. V letech 1938/39 se vzepřel nelidské oficiální švýcarské politice a zachránil několik stovek převážně židovských uprchlíků z Německa a dalších zemí před pronásledováním a vyvražděním ze strany národních socialistů. V roce 1939 byl za to suspendován ze služby a přišel o nárok na důchod. Manželé Grüningerovi také museli opustit svůj služební byt. Od roku 2005 připomíná pamětní deska, že léta 1955–1972 strávili ve skromném pronajatém bytě o třech místnostech na adrese Kirchweg 4 v Au. Kapitán Grüninger byl posmrtně rehabilitován až v roce 1993, ale od té doby byl několikrát vyznamenán. Je pohřben v Au na místním hřbitově.
Dne 19. září 1988 vykolejilo bezprostředně za odjezdovým návěstidlem ze stanice Au osm cisternových vozů naložených parafínem nákladního vlaku jedoucího směrem na St. Margrethen. Část parafínu se vznítila a velké množství se vylilo do vnitrozemského kanálu a plavalo po proudu v plamenech. Příčinou vykolejení bylo ulomení náboje přehřátého kola vagonu.

## Obyvatelstvo
| Vývoj počtu obyvatel | Vývoj počtu obyvatel | Vývoj počtu obyvatel | Vývoj počtu obyvatel | Vývoj počtu obyvatel | Vývoj počtu obyvatel | Vývoj počtu obyvatel | Vývoj počtu obyvatel | Vývoj počtu obyvatel | Vývoj počtu obyvatel |
| -------------------- | -------------------- | -------------------- | -------------------- | -------------------- | -------------------- | -------------------- | -------------------- | -------------------- | -------------------- |
| Rok                  | 1837                 | 1850                 | 1900                 | 1910                 | 1950                 | 1970                 | 1990                 | 2010                 |                      |
| Počet obyvatel       | 917                  | 875                  | 1314                 | 2437                 | 2636                 | 4944                 | 5778                 | 6993                 |                      |

V roce 2007 žilo v obci 33,3 % cizích státních příslušníků. Podle údajů z roku 2000 mluvilo 87,0 % obyvatel německy. V roce 2000 se k římskokatolické církvi hlásilo 56 % obyvatel a ke švýcarské reformované církvi 21,9 % obyvatel.

## Doprava

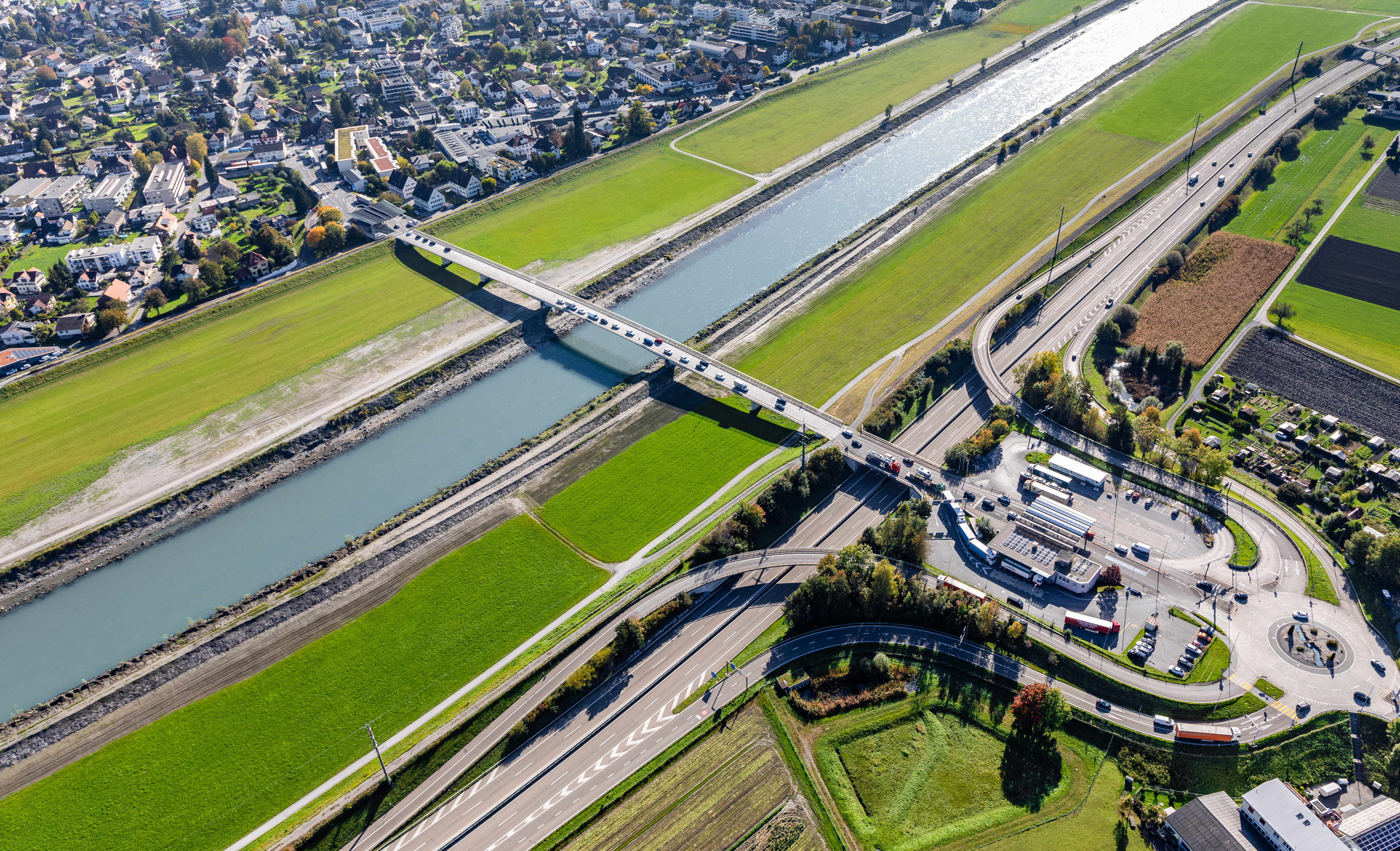
Most přes Rýn z Au do Lustenau

Au leží na dálnici A13 ze St. Margrethenu směrem na Chur. Železniční spojení zajišťují stanice Au SG a Heerbrugg na trati Rorschach–Sargans.

## Osobnosti
- Paul Grüninger (1891–1972), švýcarský policejní důstojník, spravedlivý mezi národy

## Galerie

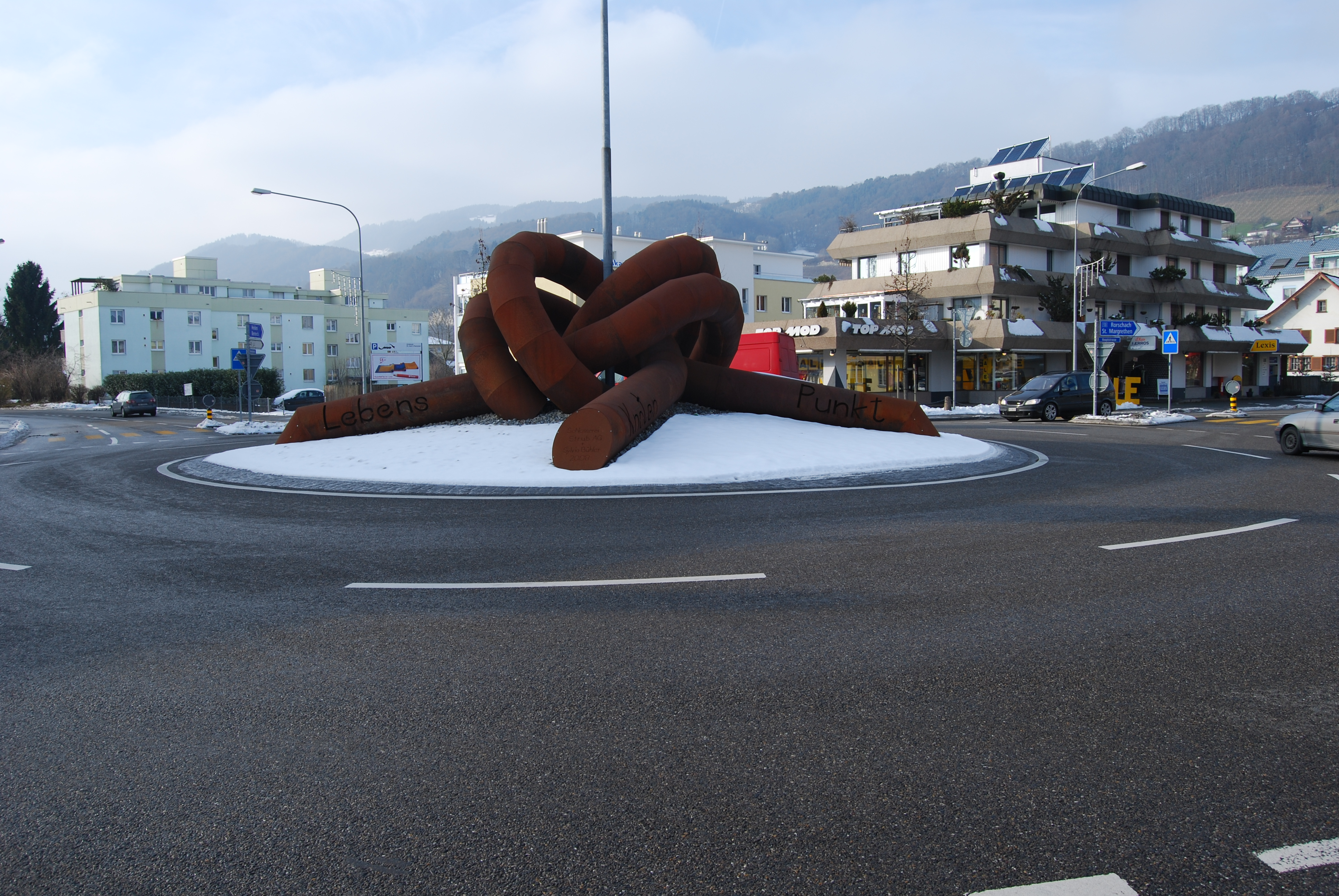
Kruhový objezd
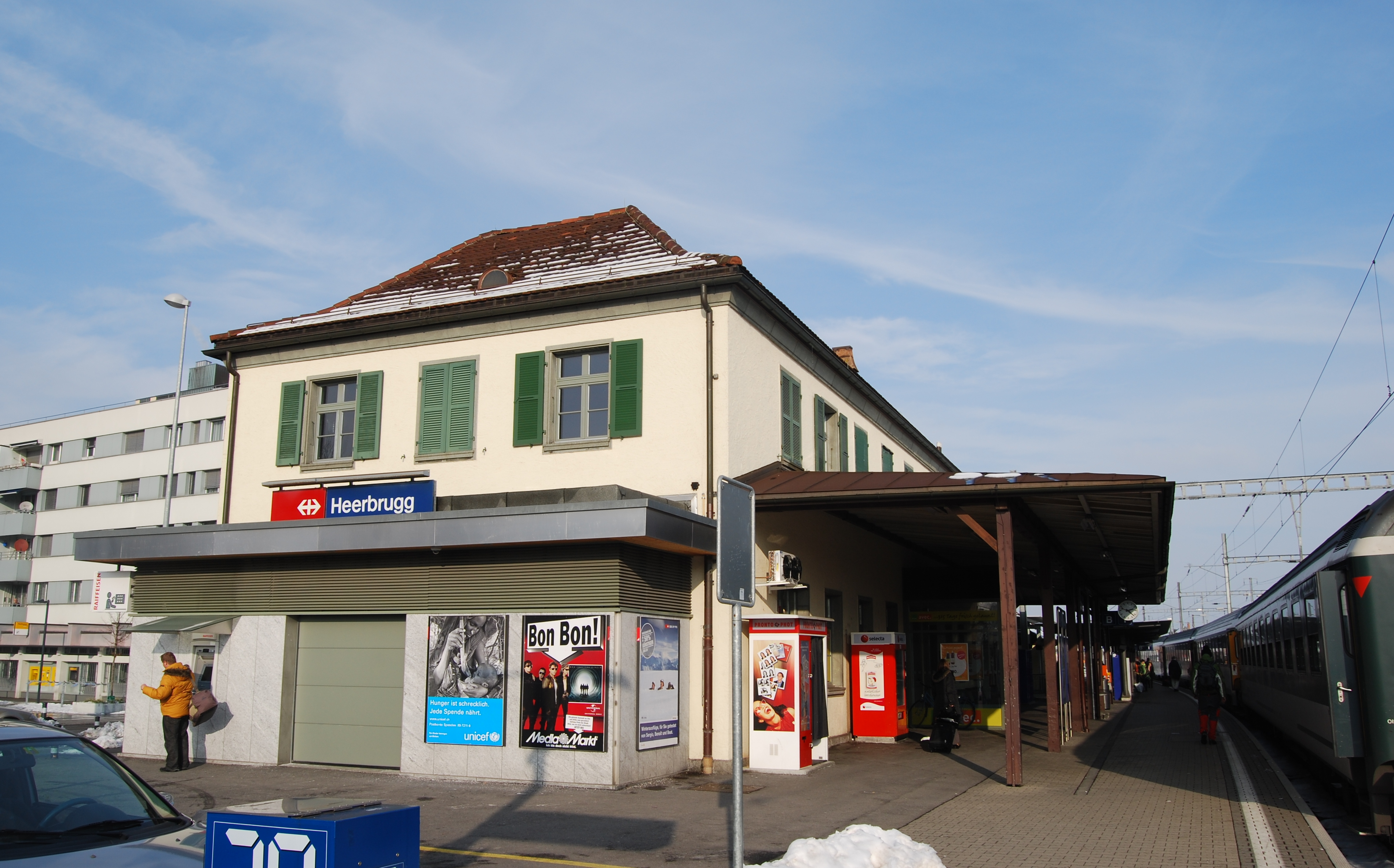
Železniční stanice Heerbrugg
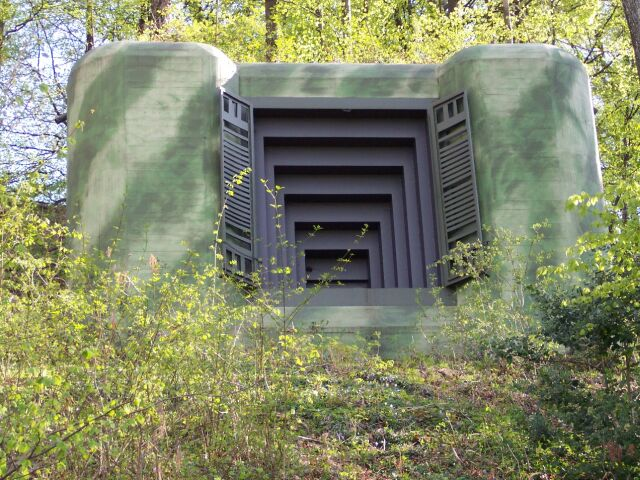
Pevnost Heldsberg
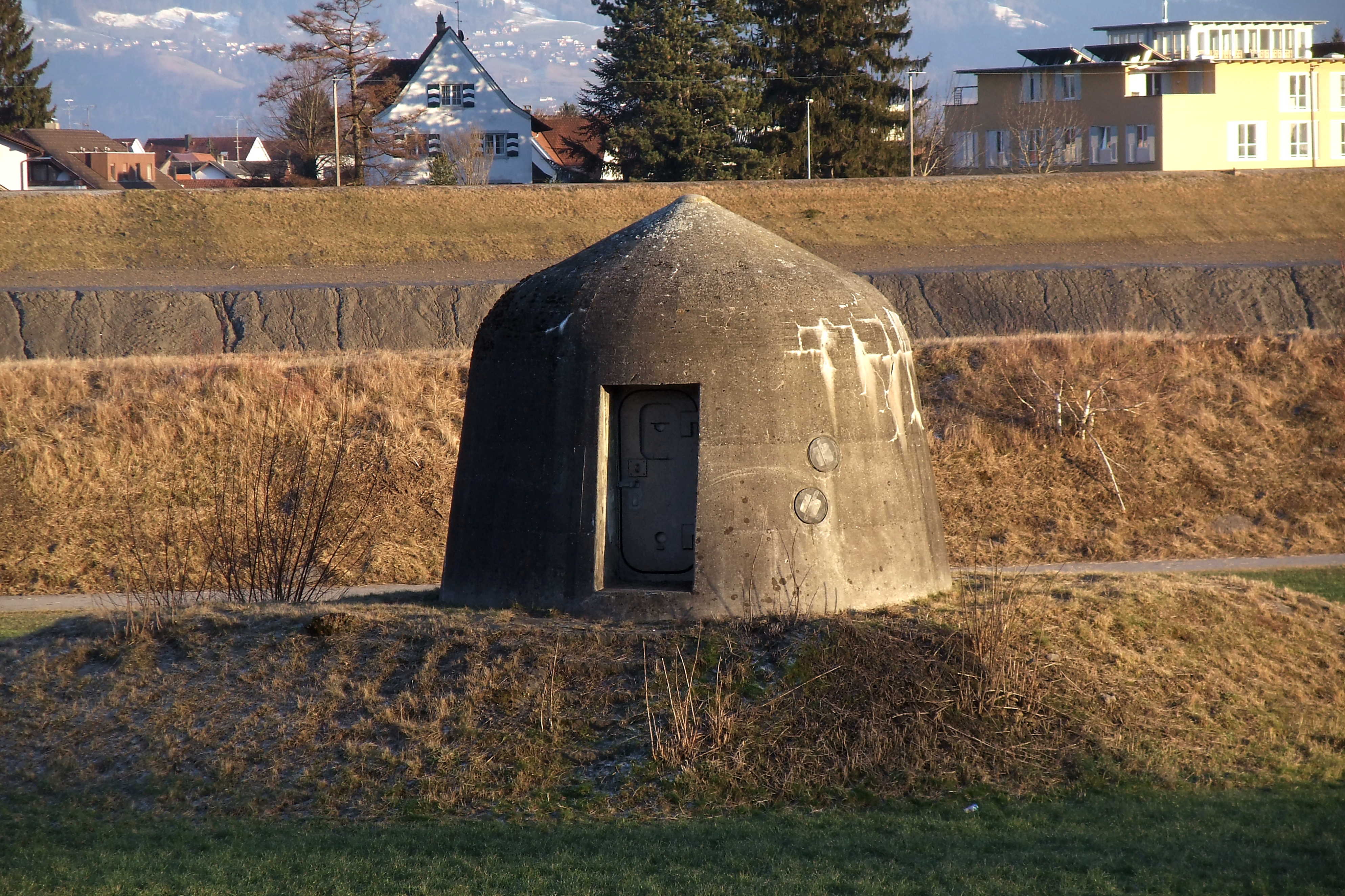
Bunkr u Rýna